# کارمن بارت
کارمن بارت (انگلیسی: Carmen Barth; ۱۳ سپتامبر ۱۹۱۲ – ۱۷ سپتامبر ۱۹۸۵) بوکسور اهل ایالات متحده آمریکا بود.